# Incident u Mukdenu
Incident u Mukdenu, Mukdenski incident a poznat i kao Mandžurski incident smatra se uzrokom japanske invazije na Mandžuriju, i, uz incident kod mosta Marka Pola, uvodom u Drugi japansko-kineski rat koji je u punoj žestini izbio tek 1937. Zato ga se smatra uvodnim dijelom tog rata.
U blizini Mukdena (danas Shenyang) u južnoj Mandžuriji na dijelu Južnomandžurske željeznice koja je bila vlasništvo Japana, postavljen je 18. rujna dinamit.Japanska Carska armija, optuživši za događaj kineske disidente, odgovorila je i formalnom invazijom na Mandžuriju što je zatim dovelo do uspostavljanja marionetskog Mandžukua.

## Pozadina
Japanska gospodarska prisutnost i politički interes u Mandžuriji neprekidno su rasli od Rusko-japanskog rata 1904./1905. Tako su ovdje Japanci 1906. osnovali Južnomandžursku Željeznicu i smatrali se nasljednicima istih prava koja su do tada imali Rusi. To je uključivalo potpunu i ekskluzivnu upravu u zoni Južnomandžurske željeznice. Japansko željezničko osiguranje bilo je smješteno unutar zone zbog osiguranja vlakova i pruge. Osoblje željezničkog osiguranja bili su vojnici japanske vojske i često su na manevre izlazili izvan željezničke zone. 
Još 4. lipnja 1928. japanski ekspanzionistički časnici izveli su atentat eksplozivom na kineske vlastodršce u Mandžuriji, u kojem je poginuo maršal Zhang Zuolin. Časnici su očekivali da će u Mandžuriji nakon toga izbiti kaos koji bi Japancima bio izgovor da se vojno umiješaju. No situacija je ostala mirna, a Japanci su podržavali Zuolinovog nasljednika dok je branio neformalnu nezavisnost Mandžurije od utjecaja Kuomintanga. 
Kinezi su pokušali otvorenom konkurencijom suzbiti japanski gospodarski i politički utjecaj Japana u Mandžuriji. Tako su na primjer sagradili željezničku liniju koja je bila paralelna japanskoj. Napetosti između Japana i Kine povećale su se u proljeće 1931. nakon što je ubijen jedan japanski špijun, a izbili su i sukobi između Kineza i Koreanaca koji su nakon japanske aneksije Koreje postali japanski državljani. Pored toga, veliki broj Japanaca vjerovao je da će daljnja ekspanzija u Mandžuriji značiti izlazak iz gospodarske krize koja je vladala krajem 1920-tih i početkom 1930-tih godina.

## Incident
Plan za incident izradila su četiri časnika japanske vojske 31.  svibnja 1931. Značajan dio plana bila je gradnja bazena u japanskom časničkom klubu u Mukdenu. Ovaj "bazen" bio je u stvarnosti bunker za dva 9,2 inčna topa dopremljena u potpunoj tajnosti. Eksploziv je postavljen u blizini tračnica, no dovoljno udaljeno da ne uzrokuje ozbiljnu štetu. 18. rujna oko 22:20 eksploziv je aktiviran. Eksplozijom je manje oštećen dio od 1,5 metra pruge samo s jedne strane. U stvari, vlak iz Changchuna je tim dijelom prošao bez poteškoća i u Shenyang stigao u 22:30. Nakon eksplozije došlo je do razmjene vatre između Japanaca i Kineza.
Japanci su za napad optužili Kineze, što im je poslužilo kao izlika za slanje trupa u Mandžuriju. Japanske trupe bez naredbe iz Tokija napale su kineski garnizon u Mukdenu i zatim osvojile grad.

## Posljedice i ocjena događaja
Direktna posljedica incidenta bila je japanska invazija na Mandžuriju koju su zaposjeli i osnovali satelitsku državu Mandžukuo. U japanskom parlamentu postupci u Mandžuriji kritički su promatrani. No kako su neki kritičari ubijeni ili su bili nadglasani, parlament nije posegnuo u događanja. 
Na japanski poticaj, Liga naroda imenovala i ovlastila je komisiju da istraži incident. Članovi komisije trebali su imati punu slobodu kretanja Mandžurijom. To im, međutim, vojska nije omogućila. 